# Groupe Bertrand
Le groupe Bertrand, créé en 1997 par Olivier Bertrand, est une entreprise française du secteur de l'hôtellerie, la restauration et la distribution. En 2015, le groupe compte 250 établissements.
La holding Ob Holding a été créée en 1992, et est dirigée par Christophe Gaschin depuis le 4 mai 2018. Son siège est au 55 rue Deguingand à Levallois-Perret.

## Historique
Le groupe est créé en 1997 par Olivier Bertrand et commence par la création du « Chesterfield Café »  dans le 8e arrondissement de Paris. 

### Développement parisien et international
En 2002, le groupe Bertrand reprend la brasserie Lipp, puis en 2005, le salon de thé Angelina.
En juin 2006, le fonds d'investissement L Capital entre au capital du groupe Bertrand à hauteur de 37 %.
En 2006, le groupe lance la « Brasserie Printemps » et ouvre le restaurant « Délicieux » et « World Bar » au sein du Printemps Haussmann.
En 2007, l'enseigne de restauration rapide Quick confie au groupe Bertrand le développement de ses restaurants en Algérie.
En octobre 2008, le groupe Bertrand ouvre une brasserie Lipp à Mexico.
En 2009, le groupe s'allie à FiduFrance pour acquérir Caféin, Sedab et Vision CHD, filiales d'InBev France, troisième brasseur de France. 
En 2011, le groupe Bertrand rachète les restaurants L’Île, le Fief, Ô Restaurant. La même année le groupe crée la société Arcady's qui distribue des produits d’exception de la gastronomie française en marques propres (Angelina) ou en licence exclusive (Kaspia, la Maison de la Truffe).

### Franchise Burger King, reprise de Quick, du groupe Frères Blanc et du groupe Flo
En 2012, L Capital vend ses parts du groupe Bertrand à Naxicap, véhicule d'investissement de Natixis,.
En 2014, la filiale Bertrand Restauration ouvre cinq établissements Burger King en tant que franchisé : à Bonneuil sur Marne, Créteil, Paris (Boétie), Le Mans et Troyes,. La même année, Bertrand Restauration remporte l’appel d’offres pour l’exploitation d’un restaurant au sein de l’Atelier Renault ainsi que d’un café au sein du musée Picasso de Paris, Le Café sur le toit. Le restaurant Angelina ouvre à Dubaï, en Chine, à Hong Kong et à Doha. 
En 2015, Bertrand Restauration remporte l’appel d’offres pour l’exploitation de la buvette du parc André-Citroën et ouvre des négociations pour racheter l'enseigne Quick en France,. 
En décembre 2015, Bertrand Distribution Burger King, filiale du Groupe Bertrand, annonce le rachat de restauration rapide Quick à Qualium Investissement. Une grande partie des 397 restaurants Quick passeront sous l'enseigne Burger King tandis qu'une quarantaine produiront du 100 % Halal.
Il acquiert également en avril 2016 le groupe Frères Blanc, qui possède notamment Le Procope.
En avril 2017, le Groupe Bertrand annonce l'acquisition du Groupe Flo, qui possède 270 restaurants notamment la chaîne Hippopotamus et qui possède un chiffre d'affaires de 246,8 millions d’euros. Le Groupe Flo est alors en difficulté avec un chiffre d'affaires en diminution et un déficit de 65 millions en 2016. Le groupe Bertrand annonce en parallèle vouloir vendre la chaîne Tablapizza appartenant à Groupe Flo au groupe Le Duff propriétaire notamment de Pizza Del Arte.
Il rachète Léon de Bruxelles en 2019.
En 2020, le groupe ne parvient pas à racheter Courtepaille, mis en redressement judiciaire.
En août 2021, le groupe Bertrand annonce la vente de Quick, n'ayant plus que 107 points de vente, à H.I.G. Capital (en), un fonds d'investissement, pour un montant estimé à 240 millions d'euros.
En août 2022, le groupe rachète l'enseigne de street food Pitaya, qui possède 150 restaurants en France.
En octobre 2024, le groupe Bertrand, via sa filiale Bertrand Franchise, conclut un partenariat avec DNA Paradis Group pour développer via une master franchise (en) la chaîne de restaurants Le Paradis du fruit (vingt-sept établissements) et Hanoï Cà Phé (cinq établissements). Cette même année, Olivier Bertrand, pourtant souvent discret, annonce un nouveau projet après le rachat du Domaine de Nonville en Île de France : un ensemble avec écolodges, chambres d'hôtel dans le château, un restaurant, le tout dans une ferme qui doit produire fruits, légumes et du vin blanc pour certains restaurants du groupe,. 
La master-franchise de Burger King pour la Belgique et la France dont le groupe possède 77 % représente, en 2024, pratiquement deux tiers du chiffre d'affaires du groupe.

## Activité
Le groupe Bertrand est présent sur trois secteurs de marché :
- Restauration[25] :
  - Restaurants parisiens : La Gare[26], L’Île, l’Ô, Volfoni, Les Deux Stations[27], Auteuil
  - Luxe : Angelina, brasserie Lipp, Arcady’s
  - Restauration rapide : Burger King France, Bert's, Café contemporain, Pitaya, Quick.
  - Pub/brasseries en succursales et franchises : Au Bureau, Café Leffe, Irish Corner, Charlie Birdy, Hippopotamus, Léon.
  - Points de restauration dans des concessions ou événements : château de Versailles, musée Picasso, Atelier Renault, Cité des sciences et de l'industrie, Printemps Haussmann, Jardin d’acclimatation, Petit Trianon, Palais de la découverte, musée de la vie romantique, parc André-Citroën, musée de l'Armée, musée du Luxembourg, Disney Village
- Hôtellerie : Relais Christine, Saint James Paris[28]
- Distribution (boissons) : Olivier Bertrand Distribution (OBD)[29]